# Sangatissa arctiades
Sangatissa arctiades är en fjärilsart som beskrevs av George Francis Hampson. Sangatissa arctiades ingår i släktet Sangatissa och familjen Eupterotidae. Inga underarter finns listade.